# Ignacio Burgoa
Ignacio Burgoa Orihuela (Ciudad de México, 13 de marzo de 1918 - 6 de noviembre de 2005) fue un abogado y escritor mexicano, especializado en juicio de amparo y constitucionalismo. Sus obras Garantías individuales y El juicio de amparo son referencia indispensable en el derecho mexicano.

## Biografía
Estudió derecho en la entonces Escuela Nacional de Jurisprudencia —hoy Facultad de Derecho— de la Universidad Nacional Autónoma de México (UNAM) de 1935 a 1939 y en 1940 obtuvo su título con la tesis La supremacía jurídica del Poder Judicial de la Federación en México. Fue profesor de dicha facultad desde 1947 hasta su muerte, en las que impartió las materias "Garantías" y "Amparo", teniendo la titularidad definitiva de ambas materias en 1957. De 1951 a 1954 fue juez en materia administrativa. De 1941 a 1943 trabajaría en la redacción del libro El juicio de amparo, que se convertiría en referencia para el estudio de la carrera en leyes en México.
En 1974 obtuvo el doctorado en derecho por la UNAM con mención honorífica y en 1987 el Consejo Universitario de dicha institución lo consideró maestro emérito de su facultad, en la que impartió clases por más de 50 años a miles de estudiantes de Derecho. Algunos desempeñarían cargos de elección de toda índole, incluidos presidentes.
Hacia 2001 se opuso a una reforma de la Ley de Amparo entonces vigente en el país con el ensayo ¿Una nueva ley de amparo o renovación de la vigente?.

## Demandas notables
Burgoa se caracterizó por encabezar diversas demandas suscitadas por conflictos sociales. En 1982 denunció por traición a la patria al expresidente José López Portillo debido a las sospechas de peculado que por entonces pesaban por el funcionario. En 1999 junto a Raúl Carrancá y Rivas denunció penalmente a integrantes del Consejo General de Huelga de la UNAM debido a la toma de instalaciones por la Huelga estudiantil de la UNAM. En 2003 participó en la defensa de los integrantes del Frente de Pueblos en Defensa de la Tierra de San Salvador Atenco, en vista de la intención del gobierno mexicano de expropiarles tierras de cultivo para construir un nuevo aeropuerto.